# Европейский совет по толерантности и примирению

Европейский совет по толерантности и примирению

Европе́йский Сове́т по толера́нтности и примире́нию (сокр. ЕСТП) был учреждён 7 октября 2008 года на первом заседании в Париже, Франция. Председатель Совета — бывший премьер-министр Великобритании Тони Блэр (до 2013 года — бывший президент Польши Александр Квасьневский. Президент Совета — Вячеслав Моше Кантор.
Основная цель ЕСТП состоит в мониторинге ситуации в сфере толерантности в Европе, выработке предложений и рекомендаций национальным правительствам и международным организациям по улучшению межрелигиозных и межэтнических отношений на континенте. Совет является одной из немногих международных организаций, ориентированных на борьбу с ксенофобией, антисемитизмом и расовой дискриминацией в современном мире.

## Состав ЕСТП
На сегодняшний день членами Европейского Совета по толерантности и примирению, помимо председателя и сопредседателя, являются видные политические и общественные деятели:
- Хосе Мария Аснар, бывший премьер-министр Испании;
- Эрхард Бузек, бывший вице-канцлер Австрии;
- Георгиос Василиу, бывший президент Кипра;
- Вайра Вике-Фрейберга, экс-президент Латвии;
- Рита Зюссмут, бывший председатель Бундестага Германии;
- Игорь Иванов, профессор МГИМО (У) МИД России, бывший министр иностранных дел и секретарь Совета Безопасности России;
- Милан Кучан, экс-президент Словении;
- Альфред Моисиу, бывший президент Албании;
- Йоран Перссон, бывший премьер-министр Швеции;
- Вильма Трайковска, президент «Фонда Бориса Трайковского».

## Неделя толерантности в Европе
9—16 ноября 2008 года ЕСТП выступил в роли одного из инициаторов и организаторов серии мероприятий в рамках международной инициативы «Неделя толерантности в Европе». Этот проект был приурочен к 70-й годовщине событий «Хрустальной ночи» и Международному дню толерантности. В ходе официальных мероприятий Совет представил Европейскому Парламенту проект «Общеевропейской конвенции толерантности» и концепцию «Белой книги толерантности», который призваны укрепить принципы толерантности в Европе.
В роли организаторов «Недели толерантности в Европе» выступили Европейский Совет по Толерантности и Примирению, Европейский еврейский конгресс, Европейский Парламент, Парламентская Ассамблея Совета Европы, Российский еврейский конгресс, Фонд «Всемирный форум памяти Холокоста», Национальный мемориал катастрофы и героизма «Яд Вашем».

### События «Недели толерантности в Европе»
- Мемориальное мероприятие, посвященное 70-й годовщине трагических событий «Хрустальной ночи» (Большая европейская синагога, Брюссель, 9 ноября)
- Специальное заседание, нацеленное на развитие идей толерантности (Европейский парламент, Брюссель, 10 ноября)
- Дипломатический ужин и презентация Медали толерантности (Брюссель, 10 ноября)
- Съезд Конференции европейских раввинов (Прага, 11 ноября)
- Вечер-реквием, посвящённый 70-й годовщине событий «Хрустальной ночи» (16 ноября, Калининград)[3]

## Европейская медаль толерантности
В 2008 году ЕСТП учредил европейскую награду в области толерантности — Медаль толерантности. Эта награда призвана отметить заслуги выдающихся деятелей в сфере продвижения идей терпимости и взаимоуважения в Европе, а также борьбы с ксенофобией, расовой и религиозной дискриминацией. Медаль толерантности будет также вручаться семьям, чьи родственники погибли в борьбе с экстремизмом и нетерпимостью.
11 октября 2010 года в Мадриде первая Европейская медаль толерантности была вручена королю Испании Хуану Карлосу I за вклад в создание толерантного общества в непростой для всей Европы переходный период. В октябре 2012 года Медалями толерантности были награждены Президент Хорватии Иво Йосипович и экс-президент Сербии Борис Тадич за исключительную личную руководящую роль и решимость в продвижении истины, толерантности и примирения на Балканах. В 2015 году медалью толерантности был награждён известный футболист Самюэль Это’о за борьбу с расизмом в футболе. Медаль толерантности за 2016 год была вручена режиссёру Андрею Кончаловскому «за достижения в области культуры, в которых особое значение имеет сохранение памяти о трагедиях человечества, в том числе — за фильм „Рай“». В 2018 году Медаль толерантности была вручена князю Монако Альберу II за исключительное персональное руководство и заслуги в деле продвижения толерантности, примирения и исторической правды.

## Премия Кантора за развитие безопасной толерантности
В 2018 году ЕСТП учредил Премию Кантора за развитие безопасной толерантности. Размер премии составит 1 миллион евро, она будет вручаться раз в два года. Первый лауреат премии будет выбран в 2020 году. Премия Кантора за развитие безопасной толерантности будет вручаться за оригинальные исследования, посвящённые тому, как теория и практика толерантности должны быть переосмыслены, чтобы отвечать новым вызовам глобального мира и мультикультурным, зачастую фрагментированным обществам, которые он в себя включает. Кроме того, ЕСТП открыл программу исследовательских грантов. Их цель — способствовать развитию нового подхода в этой сфере за счёт развития и применения концепции более безопасной формы толерантности. Гранты могут быть получены на срок не более 1 года. Максимальный размер гранта составит 50 000 евро.

## Мероприятия

### «На пути к примирению в Европе»
ЕСТП выступил одним из инициаторов и организаторов международной конференции «На пути к примирению в Европе: Опыт. Методы. Перспективы», прошедшей в Дубровнике, Хорватия, 24—25 октября 2010 года. В мероприятии приняли участие действующие и бывшие лидеры европейских стран для того, чтобы собрать воедино европейский опыт в области примирения и предложить его балканским государствам.
25 октября 2011 года в Москве прошёл круглый стол ЕСТП. Российские и международные эксперты обсуждали важнейшие вопросы, связанные с текущим состоянием, аспектами и развитием толерантности в Европе и в России. Были затронуты и такие темы как границы толерантности, ядерная толерантность и безопасная толерантность в целях предотвращения столкновения цивилизаций. Ключевым вопросом обсуждения стала инициатива ЕСТП по созданию Центра толерантности и безопасности в одном из наиболее известных университетов Европы.
16 октября 2012 года в Брюсселе ЕСТП представил Типовой национальный закон о развитии толерантности в ходе серии встреч и семинаров с участием международных организаций, включая Совет Европы и ОБСЕ.

### Форум международного гражданского общества в Праге, 26 января 2015 года
Европейский совет по толерантности и примирению оказал поддержку в организации Форума международного гражданского общества, состоявшегося в Праге в рамках 4-го Всемирного форума «Жизнь народу моему!».
На Форуме «Жизнь народу моему!» в Праге собрались около 500 представителей европейского гражданского общества, спикеров и членов Парламента, журналистов и других участников. В рамках данного мероприятия был также проведён Форум международного гражданского общества, включавший три активные дискуссии, посвящённые роли СМИ, гражданского общества, законодательной власти и политиков в борьбе с политическим экстремизмом, неонацизмом и исламским радикализмом.
На круглом столе спикеров Парламента под председательством Мартина Шульца была принята Пражская декларация о борьбе с антисемитизмом и преступлениями на почве ненависти. В ходе подробного обсуждения большинство присутствующих делегаций признали необходимость новых правовых мер, направленных на борьбу с растущими угрозами, стоящими перед европейским обществом. Спикеры согласились создать межпарламентскую рабочую группу для разработки предложений правового характера, направленных на укрепление толерантности и борьбу с различными формами ненависти и разжиганием вражды. Председателю Европейского парламента Мартину Шульцу предложили созвать первое заседание данной группы в Брюсселе. ЕСТП получил приглашение принять участие в этом процессе и представить Типовой закон.

### Круглый стол в Монако «Борьба с экстремизмом и нетерпимостью в многокультурном и многонациональном обществе»
С 5 по 7 марта 2018 года Европейский совет по толерантности и примирению провёл в Монако Круглый стол на тему «Борьба с экстремизмом и нетерпимостью в многокультурном и многонациональном обществе». Данное событие прошло под патронатом Генерального секретаря Совета Европы Турбьёрна Ягланда.
В круглом столе приняли участие представители политических и научных кругов, а также неправительственных организаций из 22 стран. Они обсудили угрозу радикализации и проблемы толерантности в Европе. Были затронуты три ключевых вопроса: радикализация политических сил, разжигание ненависти в интернете и интеграция иммигрантов в многокультурные и многонациональные общества.

## Типовой национальный закон о развитии толерантности
В октябре 2012 года в Брюсселе состоялась презентация проекта Типового национального закона о развитии толерантности. Документ был подготовлен группой экспертов под эгидой Европейского совета по толерантности и примирению. Представители ЕСТП передали документ председателю Европарламента Мартину Шульцу.
Закон прописывает основные принципы и понятия толерантности, принципы взаимоотношений между различными социальными группами, в том числе между мигрантами и коренным населением, гарантирует ряд демократических свобод, перечисляет обязанности, необходимые для выполнения правительствами европейских стран, включая обязанности в области образования, регламентирует взаимоотношения со СМИ.
Основная задача законопроекта — создать в ЕС единое определение принципов и понятий «толерантности» по отношению к любой составляющей общество «группе»: текст трактует её как «несколько человек, объединенных национальными или культурными корнями, этническим происхождением или наследием, религиозной принадлежностью или лингвистическими связями, сексуальной идентификацией или ориентацией или любыми прочими характеристиками подобного характера». Проект призван запретить в ЕС «дискредитацию» таких групп клеветой, призывами к насилию, оскорблению или осмеянию, ложными обвинениями и особо криминализует умышленные преступные действия в отношении таких групп. «Толерантность» определяется как «уважение к проявлению, сохранению и развитию самобытности» таких групп, группам предлагается обеспечить ряд новых законодательных прав и привилегий.
Проект обязывает национальные правительства ЕС в случае принятия создать правительственный и независимый органы для надзора за реализацией закона, принять ответственность за защиту «особо уязвимых и социально незащищенных групп», криминализовать ряд преступлений против групп, обеспечить включение в школьные программы и программы для военнослужащих и правоохранительных органов курсы, «позволяющие принять культурное разнообразие», а также обеспечить принятие в стране «этического кодекса» СМИ, ограничивающего пропаганду ксенофобии на уровне добровольного саморегулирования.

## Документы
- Проект «Европейской рамочной конвенции по развитию толерантности и борьбе с нетерпимостью» (недоступная ссылка)
- Концепция «Белой книги толерантности»